# Rossiana montana
Rossiana montana (лат.) — вид ручейников, единственный в составе монотипического рода Rossiana из семейства  Rossianidae (Limnephiloidea).

## Распространение
Северная Америка: Канада (Британская Колумбия), США (Вашингтон, Монтана).

## Описание
Мелкий, почти чёрный вид ручейников. Глаза мелкие и покрыты тонкими длинными волосками. Первый членик усика длиннее чем голова. Максиллярные щупики самцов редуцированы и не достигают основания усиков. Последние два сегмента очень мелкие и прикрепляются перед вершиной первого сегмента. Передние и задние крылья сходные по строению и жилкованию, длинные и узкие. В переднем крыле развиты поперечные жилки C-Sc и Sc-R1. Дискоидальная ячейка редуцирована, мелкая и очень узкая. Формула шпор: 1,3,4. В гениталиях самцов эдеагус и парамеры редуцированы.
Личинки Rossiana montana (длина до 10 мм) встречаются в проточных гравийных отложениях под мхом, строят свои домики из мелких камешков.

## Систематика
Вид Rossiana montana был впервые описан в 1953 году американским энтомологом Дональдом Деннингом (Donald G. Denning; 1909–1988) первоначально в составе семейства Limnephilidae, а в 1997 году выделен в отдельное семейство Rossianidae. Род был назван в честь американского профессора Герберта Росса (Herbert H. Ross; 1908—1978; Иллинойс, США), крупного энтомолога и автора нескольких монографий и книг, в том числе известного руководства по энтомологии «A Textbook of Entomology», выдержавшего много переизданий (1948, 1956, 1965, 1982), в том числе на русском языке (М., 1985).